# Supercoppa italiana di Serie A3 2024
La Supercoppa italiana di Serie A3 2024 si è svolta il 30 marzo 2024: al torneo hanno partecipato due squadre di club italiane e la vittoria finale è andata per la prima volta al Franco Tigano.

## Regolamento
Le squadre hanno disputato una gara unica.

## Squadre partecipanti
| Squadra          | Qualificazione                                                                                    |
| ---------------- | ------------------------------------------------------------------------------------------------- |
| Franco Tigano    | Vincitore Coppa Italia di Serie A3                                                                |
| Gabbiano Mantova | Squadra con il maggior numero di punti al termine della regular season del campionato di Serie A3 |

## Torneo
| 30 marzo 2024 PalaSurace, Palmi Durata: 1h:46- Spettatori: 582 | Gabbiano Mantova | 1 - 3 | Franco Tigano | 19-25, 25-21, 19-25, 18-25 |